# Giorgio Oberweger
Giorgio Oberweger (Trieste, 22 dicembre 1913 – Roma, 14 ottobre 1998) è stato un discobolo e militare italiano.
Atleta di grande valore, primatista italiano del lancio del disco con 51,49 m e nei 110 m ostacoli, fu anche un asso della Regia Aeronautica durante la seconda guerra mondiale. Dopo la fine del conflitto ricoprì a lungo l'incarico di Commissario tecnico della Nazionale maschile di Atletica leggera.

## Biografia
Nacque a Trieste 22 dicembre 1913, figlio di Georg e Elena Codan. Il suo primo approccio con lo sport avviene nel canottaggio con la Canottieri Adria di Trieste. Successivamente si avvicinò all'atletica provando diverse discipline come la marcia, le corse veloci, il salto in lungo e quello in alto. S'interessò anche al nuoto, allo sci, al motociclismo, al ciclismo ed al rugby. Nel 1931 partecipò al Gran Premio dei Giovani nelle gare di Pentathlon con i colori della Giovinezza Trieste. In quell'anno cominciò a dedicarsi ai lanci ed in particolare al lancio del disco. In questa specialità alle Olimpiadi del 1936 si aggiudicò la medaglia di bronzo e ai campionati europei di atletica leggera di due anni più tardi, dopo il sesto posto del 34, quella d'argento. Nel 1938 fu primatista italiano nel disco con 51,49 e nei 110 m ostacoli, gara cui partecipò agli europei venendo però eliminato nelle qualificazioni.
Dopo essersi laureato in legge all'Università di Bologna, nel 1938 prese il brevetto di pilota civile di primo grado vincendo in seguito il concorso per l'ingresso nella Regia Aeronautica. Durante la seconda guerra mondiale operò nel Mediterraneo, nel Mare del Nord, nel Canale della Manica e nell'Africa settentrionale. Volando a bordo dei caccia Fiat C.R.42 Falco, e successivamente Fiat G.50 Saetta, conseguì cinque vittorie aeree, divenendo asso dell'aviazione. Fu decorato con una Medaglia d'argento e due Croci di guerra al valor militare. Cinque mesi circa prima di morire sarebbe arrivata per lui la nomina a tenente colonnello e l'iscrizione al Ruolo d'Onore.
Nel 1946 venne nominato Commissario tecnico della Nazionale maschile di atletica leggera, carica che conservò fino al 1960.
Alle Olimpiadi di Londra fu l'allenatore di Adolfo Consolini e Giuseppe Tosi, rispettivamente oro ed argento nel lancio del disco in quell'occasione, e venne iscritto alla gara per poter meglio stare a contatto con loro e dare istruzioni e consigli.

Tra il 1964 e il 1969 tornò a ricoprire il ruolo di Commissario Tecnico, questa volta in veste di Commissario unico. Tra la fine degli anni sessanta e il 1972 fece parte del Consiglio della Federazione mondiale di Atletica leggera (IAAF). È questa la massima carica direttiva da lui ricoperta nella sua carriera di dirigente.
Nello stesso periodo presiedette la Scuola centrale dello sport, conservando l'incarico fino al 1972.
Negli ultimi anni di vita stava collaborando con Augusto Frasca ad un libro di memorie che non ebbe il tempo di firmare. Si spense a Roma il 14 ottobre 1998.

## Palmarès
| Anno | Manifestazione | Sede    | Evento           | Risultato | Misura  | Note |
| ---- | -------------- | ------- | ---------------- | --------- | ------- | ---- |
| 1934 | Europei        | Torino  | Lancio del disco | 6º        | 45,38 m |      |
| 1936 | Olimpiadi      | Berlino | Lancio del disco | Bronzo    | 49,23 m |      |
| 1938 | Europei        | Parigi  | Lancio del disco | Argento   | 49,48 m |      |

### Annotazioni
1. ↑  Il padre, militare austriaco di Meinitz, in Stiria, era scomparso durante la prima guerra mondiale.

### Fonti
1. 1 2 3 4  Colombo 1998, p. 44.
2. 1 2 3   Gianni Brera, Quelle epiche battaglia tra i duellanti del disco, in La Repubblica, Roma, 29 luglio 1984.
3. ↑  Bollettino Ufficiale 1942, dispensa 19, pagina 908, registrato alla Corte dei Conti addì 2 ottobre 1942, registro 8 aeronautica, foglio n.146.
4. ↑  Bollettino Ufficiale 1942, dispensa 42,  registrato alla Corte dei Conti addì 16 novembre 1942, registro 10 Aeronautica, foglio n.338.